# Mattia Liberali
Mattia Liberali (Carate Brianza, 6 april 2007) is een Italiaans voetballer die bij voorkeur als offensieve middenvelder speelt. Hij staat onder contract bij AC Milan.

## Clubcarrière
Liberali is afkomstig uit de jeugdacademie van AC Milan. In juni 2023 tekende hij een contract tot medio 2028. Op 15 december 2024 debuteerde hij in de Serie A tegen Genoa.